# Société d’Étudiants Germania Lausanne

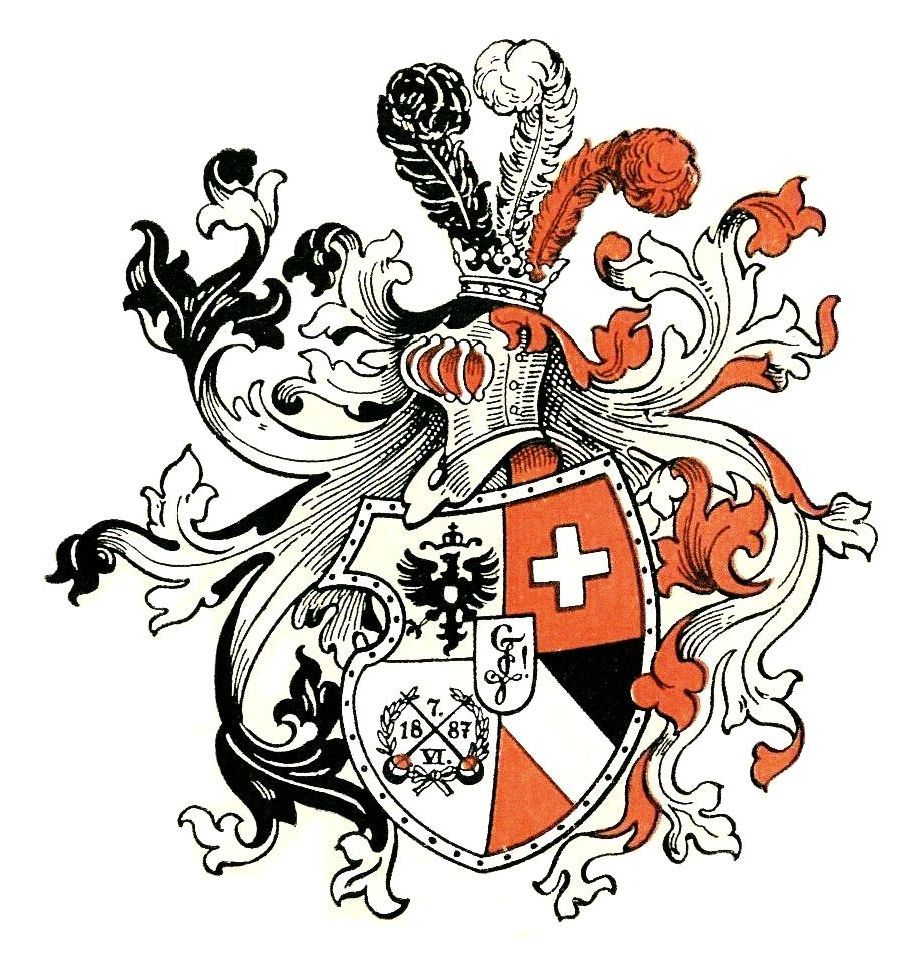
Wappen der Germania Lausanne

Die Studentenverbindung (frz. Société d’Étudiants) Germania Lausanne wurde 1887 im französischsprachigen Lausanne durch deutsche Studenten gegründet. Sie gehört keinem Korporationsverband an und ist aufgrund ihrer originären Grundsätze – unpolitisch, konfessionell neutral und tolerant – am stärksten mit den Corps des Kösener Senioren-Convents-Verbands (KSCV) verwandt. Stand Frühjahrsemester 2024 waren es 75 Germanen, die im Laufe der Geschichte auch Mitglieder in einem oder mehreren Corps des KSCV waren.  Germania ist freischlagend. Wie auch bei allen anderen Verbindungen in der Romandie werden auch von Germanen freiwillige Mensuren nicht vor Ort ausgetragen. Ihre Mitglieder sind grösstenteils Jurastudenten der Université de Lausanne. Die übrigen vertreten andere Fachrichtungen der Université de Lausanne, der École polytechnique fédérale de Lausanne und der École hôtelière de Lausanne. Die Mitglieder werden Lausanner Germanen genannt.

## Wappen und Farben
Das Wappen zeigt in der Mitte den Zirkel mit dem Buchstaben „G“. Heraldisch im oberen rechten Feld zeigt sich der Adler des Deutschen Kaiserreichs von 1871, womit die Mitglieder bei der Gründung im Jahre 1887 einen Bezug zu ihrem Herkunftsland herstellten. Heraldisch oben links befindet sich das Wappen der Schweiz. Heraldisch unten rechts befinden sich das Gründungsdatum (7. Juni 1887) und zwei gekreuzte, von Lorbeer umkränzte Korbschläger. Die studentischen Fechtwaffen stehen für die (1956 aufgegebene) unbedingte Satisfaktionsfähigkeit der Mitglieder. Unten links sind die Traditionsfarben Schwarz-Weiss-Rot. Das Fuchsband ist schwarz-rot, die Studentenmütze schwarz. Im Sommer wurde früher ein weisser Stürmer getragen.
Der Wahlspruch ist Furchtlos, selbstlos, rastlos!

## Geschichte

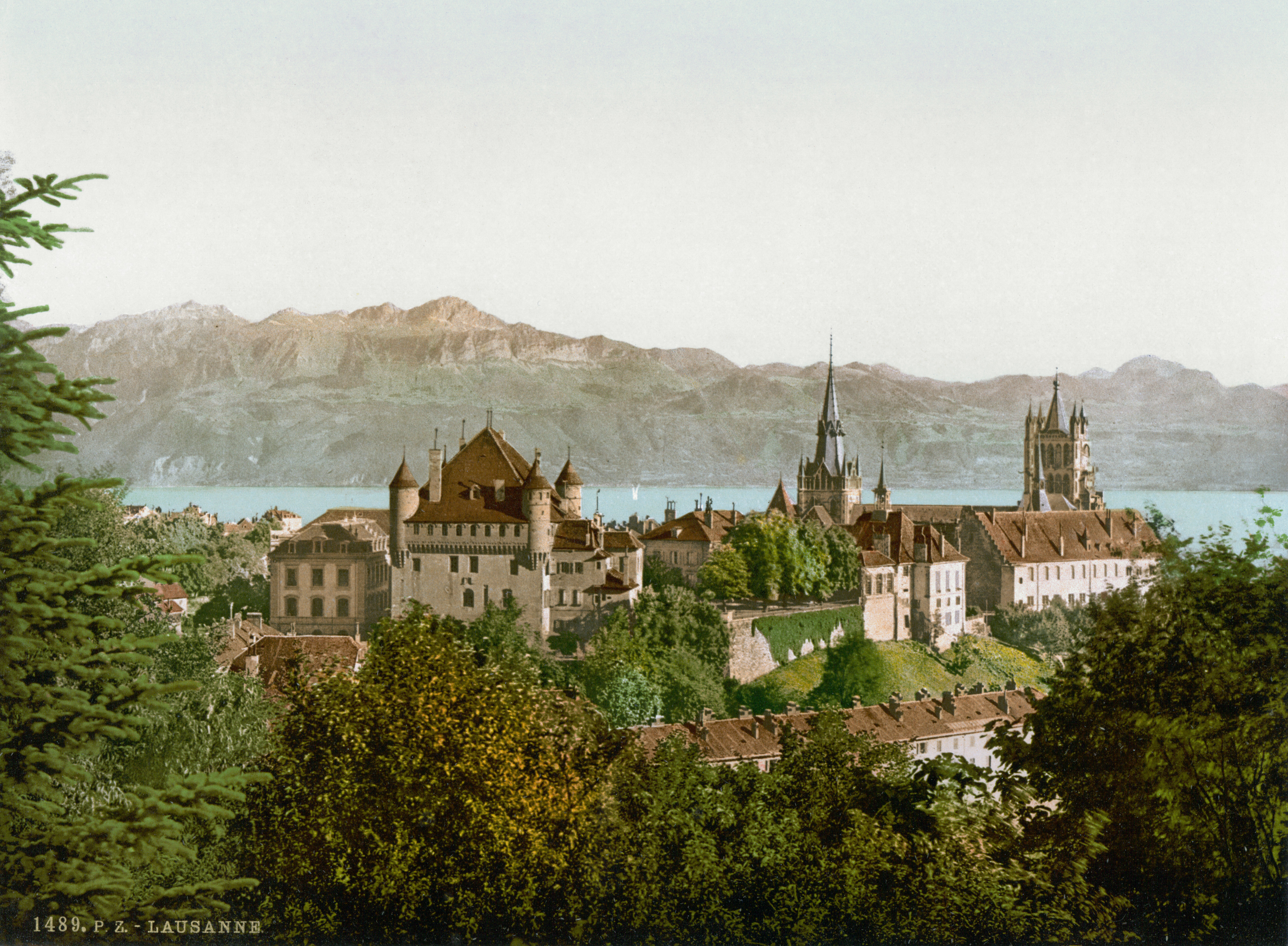
Stadtzentrum von Lausanne (1900)

Germania Lausanne wurde am 7. Juni 1887 von einigen Studenten unter massgeblicher Beteiligung Heinrich Ermans, des Professors für römisches Recht an der Académie de Lausanne, dem Vorläufer der Université de Lausanne, gegründet. Damit ist sie die älteste deutsche Studentenverbindung im Ausland. Zu den Gründern gehörten unter anderen die damaligen Studenten stud. jur. Paul Ikier, stud. jur. Fritz Bluhme, stud. phil. Curt Avenarius, stud. phil. George Runge und stud. theol. Georg Grützmacher. Die Gründung entsprang dem Bedürfnis der Studenten, sich in Lausanne einen Mittelpunkt akademischer Geselligkeit zu schaffen, und war aufgrund des Einflusses von Professor Erman zunächst keine Verbindung im deutsch-akademischen Sinne, sondern eine Studentengesellschaft der Art, wie die an der Université de Lausanne bestehenden wissenschaftlich geselligen Vereine. Schon im zweiten Semester der Verbindung nahmen die Tendenzen in Richtung auf eine Annäherung an das Corpsprinzip, insbesondere durch Annahme des Satisfaktionsprinzips und Aufnahme des Fechtunterrichts beim Universitätsfechtlehrer Dufour, Gestalt an. Seit der Gründung bestehen unverändert das Toleranzprinzip und der rein gesellschaftliche und unpolitische Charakter der Germania.
Die Geschichte der Germania steht im Zusammenhang mit der Gründung und Entwicklung der Université de Lausanne. Auslandsaufenthalte erfreuten sich infolge der Reichsgründung von 1871 und der damit verbundenen Zunahme der Internationalisierung von Industrie und Handel auch bei deutschen Studenten wachsender Beliebtheit. Es wurde üblich, einige Studiensemester im Ausland an den dortigen Hochschulen zu verbringen, um dort die eigenen Fremdsprachkenntnisse im Englischen oder Französischen zu verbessern. Im englischsprachigen Raum waren die Colleges in Cambridge oder Oxford gefragt. Ein bevorzugtes Ziel im französischsprachigen Raum wurde die Universitätsstadt Lausanne. Die Stadt lag ausgesprochen reizvoll, ausserdem bot die Juristische Fakultät am Sitz des schweizerischen Bundesgerichts viele Möglichkeiten. Nachdem die vormalige Académie de Lausanne um zahlreiche Fachbereiche und Fakultäten erweitert worden war und schliesslich 1890 Namen und Status einer Universität bekommen hatte, stieg die Zahl der Studierenden stetig an. 1895 gab es erstmals Feriensprachkurse für nicht-französischsprachige Studierende, welche von der philosophischen Fakultät (Faculté des lettres) angeboten wurden. Zudem hielt der Berliner Heinrich Erman, seit 1883 Professor in Lausanne, seit dem Wintersemester 1886/87 deutschsprachige Vorlesungen zum Römischen Recht und nachdem 1896 in Deutschland das BGB verabschiedet worden war, erstmals auch zum neuen deutschen Zivilrecht. Fortan konnten neben dem Studium des Schweizer Rechts das in Deutschland begonnene Jurastudium während des Sprachaufenthalts in Lausanne fortgesetzt werden. Aus diesen Vorlesungen entwickelte sich eine Tradition, die bis in die Gegenwart anhält. Nachdem der Lehrstuhl für deutsches Recht an der Université de Lausanne gegründet worden war, wurden kleine und grosse Scheine gleichermassen angeboten. Damit war es möglich, das Jurastudium in Lausanne nicht nur fortzusetzen, sondern direkt dort zu beginnen.

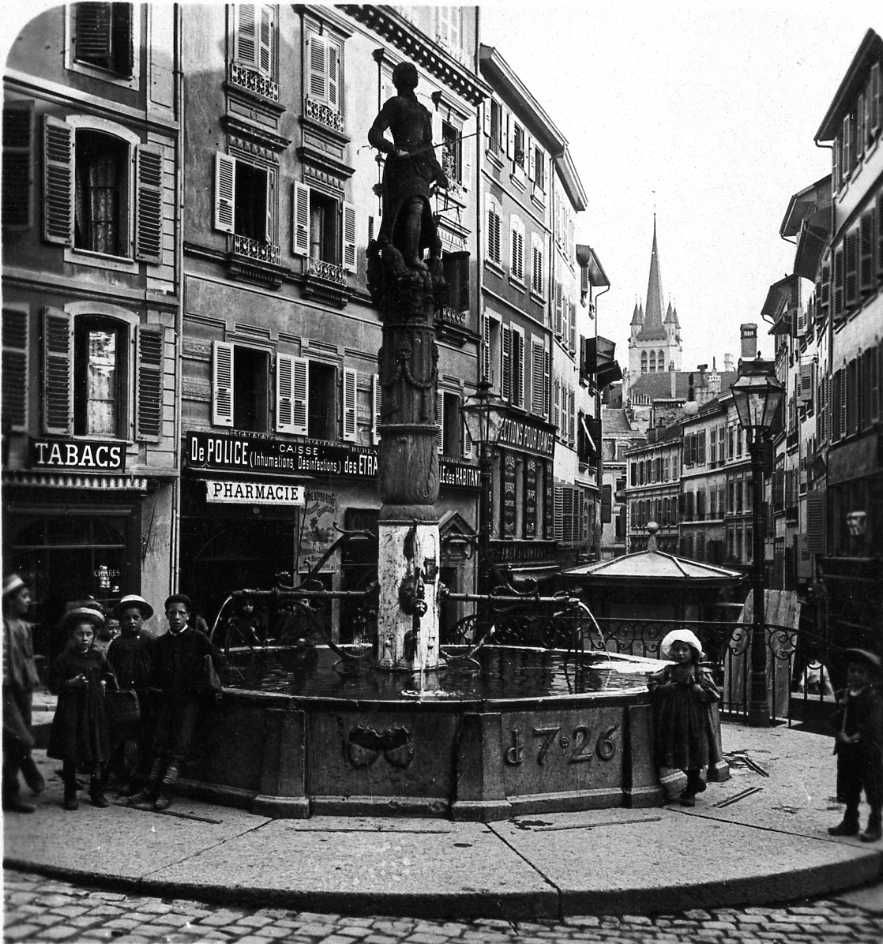
Place de la Palud (1900)

Das erste feste Lokal war seit dem Wintersemester 1891 ein angemieteter Nebenraum im Café de l’Université an der Place de la Palud in der Nähe des Hôtel de Ville der Stadt Lausanne, grössere Veranstaltungen fanden unter anderem im Château de Chillon bei Montreux statt. Das zweite Lokal befand sich von 1892 bis 1914 in einem Nebenraum der Brasserie du Cardinal in der Rue de la Tour nahe der Place de la Riponne, an der sich damals die Universität und im Palais de Rumine die Universitätsbibliothek befand.
Ein im SS 1892 von den Aktiven der Germania unternommener Versuch, ihre Verbindung als „Corps Hansea“ Mitglied im KSCV werden zu lassen, scheiterte an der erforderlichen Zwei-Drittel-Mehrheit unter den Alten Herren und Inaktiven; die verantwortlichen Aktiven wurden noch im SS 1892 exkludiert. Die Germania Lausanne blieb aber, wie schon seit den Gründungssemestern üblich, durch gegenseitige Mitgliedschaften mit bestimmten Corps mit dem KSCV verbunden. Mehrere Mitglieder traten später u. a. den Corps Borussia Bonn, Bremensia Göttingen, Franconia Jena, Franconia München, Guestphalia Heidelberg, Hansea Bonn, Hasso-Borussia Freiburg, Masovia Königsberg, , Moenania Würzburg, Pommerania Greifswald, Rhenania Freiburg, Suevia Tübingen und Suevia Heidelberg bei.
In den beiden Weltkriegen musste die Germania suspendieren. Die erste Suspension während des Ersten Weltkrieges dauerte von 1914 bis 1925. Dies erfolgte aus Mitgliedermangel, da viele Studenten zum Kriegsdienst eingezogen wurden. Wegen der niedrigen Studentenzahlen kam zudem der deutschsprachige Rechtsunterricht über 10 Jahre lang zum Erliegen. Nach dem Ersten Weltkrieg wurde über weniger als ein halbes Jahr der erfolglose Versuch unternommen, die Germania in Hamburg zu rekonstituieren. In Würzburg kam es 1924/25 als „Lausanner Gesellschaft“ zu einem zweiten Versuch. Im Sommersemester 1925 konnte sie in Lausanne wieder entstehen, was insbesondere von den schweizerischen Verbindungen des Lausanner Turnus, der offiziellen Vertretung an der Université de Lausanne, lebhaft begrüsst wurde. Bis zur Wiederaufnahme der Vorlesungstätigkeit durch Heinrich Erman im Jahre 1928 und den Einsatz Otto Rieses, welcher 1931 an die Université de Lausanne berufen wurde und den Lehrstuhl für deutsches Recht wieder etablieren konnte, fanden zunächst allgemeine rechtswissenschaftliche Vorlesungen in französischer Sprache statt.
1925 wurde ein Lokal in der Strasse Escaliers du Grand Pont No. 4 in der Innenstadt an der Place du Flon bezogen. In der Zeit des Nationalsozialismus war anfangs die Devisenbewirtschaftung in Deutschland der entscheidende Grund, der es deutschen Studenten finanziell nahezu unmöglich machte im Ausland zu studieren. Auch wurde ein Auslandsstudium staatlicherseits mit Argwohn betrachtet, war Weltoffenheit doch nicht mit den Vorstellungen des Regimes zu vereinbaren. Die vom NS-Studentenbund von Deutschland aus gesteuerte Lausanner Deutsche Studentenschaft (DSt) betrachtete mit Argwohn die von der Germania beanspruchte Unabhängigkeit von staatlichen Einflüssen. Zu Beginn des WS 1937/38 vermochte die DSt neue Studenten an einem Eintritt in die Verbindung zu hindern, so dass diese suspendieren musste. Diese Suspension dauerte bis 1956. Der deutsche Rechtsunterricht bestand aber weiter. Obwohl der NS-Staat die jungen Männer mehr und mehr für den Kriegsdienst beanspruchte, konnte die Vorlesungstätigkeit in deutschem Recht in Lausanne durch Otto Riese trotz niedriger Studentenzahlen bei allerdings verändertem Programm aufrechterhalten werden. Ein weiterer prominenter Lausanner Germane in dieser Zeit war der zum engeren Kreis des Attentats vom 20. Juli 1944 zählende Kurt Freiherr von Plettenberg.
Nach der Wiedergründung 1956 bestand die Verbindung ohne weitere Suspensionen fort, und es wurde der gemeinnützige Verein ehemaliger Studenten an der Universität Lausanne e. V., der sog. Förderverein ins Leben gerufen. Zu den Aktivitäten des Vereins gehört u. a. die Herausgabe der Festschrift Gratiae Fructus zu Ehren der Universität Lausanne (1997) und seit 2005 die jährliche Auslobung eines Preises für eine am Lehrstuhl für deutsches Recht angefertigte, herausragende Promotion. Seitens der Université de Lausanne wurde der Unterricht im deutschen bürgerlichen Recht auf benachbarte Rechtsgebiete bis zum deutschen Öffentlichen Recht ausgeweitet. Darüber hinaus erstreckt sich das Angebot der juristischen Fakultät auch auf die Rechtsvergleichung, das Internationale Privatrecht, als auch auf weitere Studiengänge, die vorwiegend in französischer Sprache, seit einigen Jahren zum Teil auch auf Englisch angeboten werden.

## Bekannte Mitglieder

### Diplomaten
- Georg von der Gabelentz (1868–1940), Kulturattaché der deutschen Botschaft in Rom, Schriftsteller und Offizier
- Alfons Knaffl-Lenz von Fohnsdorf (1878–1957), österreichischer Botschafter in Brasilien
- Helmuth Listemann (1872–1924), Konsul in Buschehr in Persien
- Heinrich Freiherr Rüdt von Collenberg-Bödigheim (1875–1954), Diplomat, Gesandter in Mexiko
- Hans Hartmann Freiherr von Ow-Wachendorf (1882–1966), Jurist, preussischer Legationsrat und Gesandter, später auch Schleifenträger des Corps Suevia Tübingen
- Hans-Peter Jugel (* 1964), Diplomat und Botschafter in Zypern
- Hans Ulrich von Kotze (1891–1941), Offizier und deutscher Botschafter in Lettland
- Karl Walter Lewalter (* 1938), Diplomat und Botschafter in Bulgarien und Indonesien, Leiter der Ständigen Vertretung beim Büro der Vereinten Nationen in Genf
- Stefan Möbs (* 1956), Diplomat, von 2019 bis 2022 Botschafter in Kuwait
- Gerhard Moltmann (1912–1997), Diplomat in Rio de Janeiro und London, Botschafter der Bundesrepublik in Kabul, Tunis und Algier
- Gustav Alexander Prinz zu Sayn-Wittgenstein-Sayn (1880–1953), Diplomat in Kopenhagen
- Werner von Schmieden (1892–1979), Diplomat, Jurist, Publizist und Leiter der Flüchtlingsabteilung, sowie Direktor der Studien- und Forschungsabteilung im Europarat
- Hugo Ferdinand Simon (1877–1958), Generalkonsul in Chicago, Professor des Staatsrechts an der Northwestern University

### Industrielle und Unternehmer
- Wilken Freiherr von Hodenberg (* 1954), Vorstandsmitglied der Deutschen Beteiligungs AG
- Oscar de Liagre (1870–1940), Verleger und Mitbegründer des Leipziger Verlages Vobach & Co.
- Arnold Mannesmann (1881–1914), Grossindustrieller, Ingenieur
- Leonard Langheinrich-Anthos (1890–1944), Journalist, Rundfunkmoderator, Literaturkritiker und Schriftsteller
- Hans-Werner Lindgens (* 1949), Unternehmer
- Ferdinand Rothe (1876–1959), Direktor der Deutschen Bank in Köln, später auch Mitglied des Corps Suevia Tübingen
- Georg Paetel (1871–1936), Inhaber des Gebrüder Paetel Verlags, Verleger der literarisch-wissenschaftlichen Zeitschrift Deutsche Rundschau
- Carl Freiherr von Skene (1887–1943), Grossindustrieller
- Max Stürcke (1876–1947), Bankier, Inhaber und Chef des Erfurter „Privatbankhauses Stürcke“
- Fritz von Waldthausen (1887–1957), Bankier
- Paul Hermann Wesenfeld (1869–1945), Industrieller, Abgeordneter des Provinziallandtages der Rheinprovinz,  Preussischer Staatsrat

### Minister, Parlamentarier und Staatsbeamte
- Joachim Becker (* 1942), Jurist, Politiker und Oberbürgermeister von Pforzheim
- August Beckhaus (1877–1945), Regierungsvizepräsident in Köln, Landrat des Kreises Bielefeld
- Franz Bender (1884–1983), Verwaltungsbeamter, Politiker und Landrat des Kreises Wittlich
- Fritz Bluhme (1869–1932), Generalstaatsanwalt und Präsident des Strafvollzugsamtes in Frankfurt am Main, später auch Mitglied des Corps Saxonia Bonn
- Friedrich Graf zu Castell-Castell (1874–1919), sächsischer Verwaltungs- und Ministerialbeamter, später auch Mitglied des Corps Borussia Bonn
- Waldemar Baron von Dazur (1895–1969), Jurist, Verwaltungsbeamter und Fliegerass im Ersten Weltkrieg
- Friedrich Eichwede (1877–1938), Jurist, Offizier und Abgeordneter des Provinziallandtages der Provinz Hessen-Nassau
- Ulrich von Fresenius (1888–1962), Bürgermeister von Wernigerode in der NS-Zeit
- Erwin Garvens (1883–1969), Schriftsteller und Direktor des Rechnungshofes des Hamburgischen Staates
- Georg Gewiese (1869–1917), Jurist und Landrat des Kreises Pleschen
- Theodor von Heppe (1870–1954), Chef der Krongutsverwaltung Berlin und Vizepräsident der Königlich Preussischen Oberrechnungskammer in Potsdam-Sanssouci
- Hermann Heusch (1906–1981), Fabrikant und Oberbürgermeister der Stadt Aachen, Mitbegründer des Karlspreises
- Paul Ikier (1867–1926), Landrat des Kreises Hoya
- Otto Junghann (1873–1964), Regierungspräsident von Köslin, Vizepräsident des Weltverbands der Völkerbundsgesellschaften, Gründungs- und Ehrenmitglied der Gesellschaft für die Vereinten Nationen, später auch Mitglied des Corps Guestphalia Heidelberg
- Andreas Kasper (* 1975), Jurist und Kommunalpolitiker
- Rudolf Keibel (1872–1946), Handelskammersyndikus, Abgeordneter und stellvertretender Wortführer der Bürgerschaft der Freien und Hansestadt Lübeck
- Hermann Lindemann (1880–1952), Richter und Bürgermeister von Verden
- Kurt Freiherr von Plettenberg (1891–1945), preussischer Offizier und Oberlandforstmeister, Generalbevollmächtigter des vormaligen Preussischen Königshauses, Widerständler vom Attentat vom 20. Juli 1944
- Friedrich von Poll (1902–1983), Wirtschaftsvertreter und Politiker, Mitbegründer der CDU in Hamburg
- Maximilian Raitz von Frentz (1885–1967), Landrat, Abgeordneter im Westfälischen Parlament, Senatspräsident am Oberverwaltungsgericht und am Verfassungsgerichtshof von Rheinland-Pfalz
- Friedrich Rau (1916–2001), Jurist und Politiker, MdB
- Otto Riese (1894–1977), Senatspräsident des BGH, erster deutscher Richter am Europäischen Gerichtshof und Dekan der juristischen Fakultät der Université de Lausanne
- Friedrich Samwer (1892–1953), preussischer Offizier und Oberforstmeister, später auch Mitglied des Corps Saxonia Göttingen (KWA) und Gründungsmitglied der Akademischen Feldjägergesellschaft in Eberswalde
- Harro Semmler (* 1947), Staatssekretär und Direktor beim Deutschen Bundestag
- Rudolf von Spankeren (1875–1930), Verwaltungsjurist und Landrat des Kreises Schroda
- Kunemund von Stutterheim (1886–1957), erster Landesrat der ehemaligen Provinz Schlesien und Vorsitzender des Schlesischen Roten Kreuzes
- Adolf Varain (1888–1967), Landrat und Regierungspräsident
- Felix Wach (1871–1943), Jurist, Verwaltungsbeamter und Opfer des NS-Regimes
- Justus Weihe (1891–1980), Jurist und Landrat des Kreises Siegen
- Wolf Freiherr von Wolffersdorff (1887–1945), Landrat im Kreis Ziegenrück

### Wissenschaftler und Hochschullehrer
- Ernst Braun (1893–1963), Neurologe, Psychiater und Professor an der Universität Göttingen
- Georg Grützmacher (1866–1939), evangelischer Theologe, Kirchenhistoriker, Professor an der Universität Münster, später auch Mitglied im Münsterschen Wingolf
- Werner Heun (1953–2017), Jurist und Professor an der Universität Göttingen
- Heinrich Freiherr von Minnigerode (1885–1950), Rechtshistoriker in Marburg und Göttingen
- Jörg Maier (* 1940), Professor für Wirtschaftsgeographie an der Universität Bayreuth
- Karl Heinz Neumayer (1920–2009), Rechtswissenschaftler in Lausanne, Fribourg und Würzburg
- Ernst Thomas Maria Reimbold (1907–1994), Bildhauer, Religionswissenschaftler und Symbolforscher
- Friedrich Schack (1886–1978), Professor für Staatsrecht, Verwaltungsrecht und ausländisches öffentliches Recht an der Universität Hamburg
- Götz Schulze (1964–2018), Jurist, Richter und Professor an der Universität Potsdam
- Gerald Spindler (1960–2023), Professor für Wirtschafts- und Medienrecht an der Universität Göttingen
- Peter-Tobias Stoll (* 1959), Professor für Völker- und Europarecht an der Universität Göttingen
- Joachim Tiburtius (1889–1967), Senator Berlins, ordentlicher Professor für Volks- und Betriebswirtschaftslehre in Leipzig und Berlin